# Yoo Jae-myung
Yoo Jae-myung (coréen : 유재명) né le 3 juin 1973 à Pusan, est un acteur sud-coréen. Il est surtout connu pour ses rôles dans les séries télévisées suivantes : Reply 1988 (2015), Stranger (2017), Life (2018) et Itaewon Class (2020). Il remporte le prix du « meilleur second rôle masculin » aux 6e APAN Star Awards en 2018.

## Biographie
Il a été directeur d'un théâtre à Pusan et professeur d'arts dramatiques pendant quatre ans à Séoul.
Il fait ses débuts en tant qu'acteur en 2001 dans le film The Last Witness. Yoo Jae-myung commence sa carrière en interprétant essentiellement des seconds rôles dans des films et des dramas.
Sa popularité augmente en 2015 grâce à son interprétation dans l'un des dramas les mieux notés de l'histoire de la télévision coréenne, Reply 1988, qui lui a permis par la suite d'obtenir des rôles principaux dans des films et séries télévisées. De 2016 à 2018, il joue dans des séries à succès telles que The Good Wife, Stranger (Secret Forest) et Prison Playbook.
Yoo Jae-myung joue par la suite dans deux séries télévisées, Life (2018) et Confession (2019), pour lesquelles il reçoit des critiques positives de la part du public,. Ses interprétations sont saluées par la presse, et il remporte ainsi le prix du « meilleur second rôle masculin » aux 6e APAN Star Awards en 2018.
L'acteur partage ensuite l'affiche avec Lee Sung-min dans le film policier The Beast, un remake du thriller français 36 Quai des Orfèvres, sorti en juin 2019,. Il joue également aux côtés de Lee Young-ae dans le film Bring Me Home en novembre 2019.
En 2020, il joue aux côtés de Park Seo-joon et Kim Da-mi dans la série télévisée Itaewon Class.
Il est ensuite mis en vedette dans le film King Maker avec l'acteur Sul Kyung-gu.
Yoo Jae-myung jouera aux côtés de Yoo Ah-in dans le film Voice of Silence, écrit et réalisé par Hong Eui-jeong, qui sera présenté à la Biennale de Venise courant 2020,.

## Filmographie

### Films
| Année | Titre                                | Rôle                                                                    | Notes         | Références |
| ----- | ------------------------------------ | ----------------------------------------------------------------------- | ------------- | ---------- |
| 2001  | The Last Witness                     | Un évadé                                                                |               |            |
| 2005  | Blue Swallow                         | Un policier militaire                                                   |               |            |
| 2006  | Almost Love                          | Un scénariste                                                           |               |            |
| 2006  | Bloody Tie                           | Un officier de police                                                   |               |            |
| 2007  | Meet Mr. Daddy                       | Un docteur                                                              |               |            |
| 2008  | Open City                            | Membre de la section d'identification                                   |               |            |
| 2009  | Wish                                 | Professeur Moon Hak-jong                                                |               |            |
| 2011  | Hit                                  | Ha-na                                                                   |               |            |
| 2012  | Miss Conspirator                     | Un détective                                                            |               |            |
| 2012  | Nameless Gangster: Rules of the Time | Détective Kim                                                           |               |            |
| 2012  | Code Name: Jackal                    | Conseiller municipal                                                    |               |            |
| 2012  | South Bound                          | Chef de la sécurité publique                                            |               |            |
| 2013  | Rockin' on Heaven's Door             | Médecin des soins intensifs                                             |               |            |
| 2013  | Gwansang                             | Fonctionnaire du gouvernement                                           |               |            |
| 2013  | Commitment                           | Kim Sun-myung                                                           |               |            |
| 2013  | Steal My Heart                       | Un docteur                                                              |               |            |
| 2014  | Monster                              | Policier                                                                |               |            |
| 2014  | For the Emperor                      | Un courtier                                                             |               |            |
| 2014  | The Tunnel                           | Propriétaire de mine de charbon                                         |               |            |
| 2014  | Whistle Blower                       | Directeur de l'hôpital                                                  |               |            |
| 2014  | Minor Club                           |                                                                         |               |            |
| 2015  | Fourth Place                         |                                                                         |               |            |
| 2015  | Outsider: Mean Streets               |                                                                         |               |            |
| 2015  | Made in China                        | Président Jang                                                          |               |            |
| 2015  | Veteran                              | Conducteur de camion                                                    |               |            |
| 2015  | Inside Men                           | Journaliste en chef                                                     |               |            |
| 2015  | The Tiger: An Old Hunter's Tale      | Chasseur Yoo                                                            |               |            |
| 2016  | The Truth Beneath                    |                                                                         |               |            |
| 2017  | A Day                                | Kang-sik                                                                |               |            |
| 2017  | Merry Christmas Mr. Mo               | Man-je                                                                  |               |            |
| 2017  | The Chase                            | Détective Ko                                                            |               |            |
| 2017  | After My Death                       | Le détective                                                            |               |            |
| 2017  | VIP                                  | Directeur du Ministère de la sécurité des personnes de la Corée du Nord |               |            |
| 2018  | Broker                               | Ingénieur de station de radiodiffusion                                  |               |            |
| 2018  | The Drug King                        | Chef d'escouade                                                         |               |            |
| 2018  | Golden Slumber                       | Sang-won                                                                |               |            |
| 2018  | Fengshui                             | Koo Yong-sik                                                            |               |            |
| 2019  | Mal-Mo-E: The Secret Mission         | Kim Doo-bong                                                            |               |            |
| 2019  | Money                                |                                                                         |               |            |
| 2019  | Le Gangster, le Flic et l'Assassin   | Heo Sang-do                                                             |               |            |
| 2019  | The Beast                            | Détective Min-tae                                                       |               | [ 15 ]     |
| 2019  | Bring Me Home                        | Hong Kyeong-jang                                                        | En production | [ 16 ]     |
| 2020  | King Maker                           | Kim Young-ho                                                            | En production | [ 17 ]     |
| 2020  | Voice of Silence                     | Chang-bok                                                               |               | [ 18 ]     |
| 2022  | Alienoid : Les Protecteurs du futur  | Hyun-gam                                                                |               |            |

- 2024 : Harbin (하얼빈) de Woo Min-ho : Choi Jae-hyung

### Séries télévisées
| Année       | Titre                          | Rôle                       | Notes      | Références |
| ----------- | ------------------------------ | -------------------------- | ---------- | ---------- |
| 2010        | Drama Special: Last Flashman   |                            | 1 épisode  |            |
| 2011 - 2012 | Lights and Shadows             |                            |            |            |
| 2011 - 2012 | My Daughter the Flower         | Le journaliste Baek        |            |            |
| 2011 - 2012 | I Live in Cheongdam-dong       |                            |            |            |
| 2012        | The King 2 Hearts              |                            |            |            |
| 2012        | An Angel's Choice              |                            |            |            |
| 2012        | Ji Woon-soo's Stroke of Luck   | Le père de Min-seo         |            |            |
| 2012        | Quiz of God (saison 3)         | Un anesthésiste            |            |            |
| 2013        | TEN 2                          | Chef du centre             |            |            |
| 2013        | The Blade and Petal            | Kil-boo                    |            |            |
| 2013        | Good Doctor                    | Un tueur                   | épisode 15 |            |
| 2014        | Wonderful Day in October       |                            | 2 épisodes |            |
| 2014        | Angel Eyes                     |                            | Apparition |            |
| 2014        | Drama Special: Illegal Parking | Kim Byung-gab              |            |            |
| 2014        | Misaeng                        | Employé de l'usine         | Apparition |            |
| 2014        | House of Bluebird              | Chef du département        |            |            |
| 2014 – 2015 | Forever Young                  |                            | VTV        |            |
| 2015        | Mrs. Cop                       | Le complice                |            |            |
| 2015 – 2016 | Reply 1988                     | Yoo Jae-myung              |            |            |
| 2016        | My Horrible Boss               | Jo Dong-gyoo               |            |            |
| 2016        | The Good Wife                  | Son Dong-ho                |            |            |
| 2016        | Don't Dare to Dream            | Eom Ki-dae                 |            |            |
| 2016 – 2017 | Hwarang                        | Pa-oh                      |            |            |
| 2017        | Strong Girl Bong-soon          | Do Chil-goo                |            |            |
| 2017        | Stranger                       | Lee Chang-joon             |            |            |
| 2017        | Prison Playbook                | L'agent Kim Je-hyeok       |            |            |
| 2017        | The Most Beautiful Goodbye     | Geun-deok                  |            |            |
| 2018        | Life                           | Joo Kyung-moon             |            | [ 19 ]     |
| 2018        | Stranger                       | Lee Chang-Joon             |            |            |
| 2018        | Drama Festa : Ping Pong Ball   | Kim Deuk-hwan              |            | [ 20 ]     |
| 2018        | The Smile Has Left Your Eyes   | Yang Kyung-mo              |            | [ 21 ]     |
| 2019        | Confession                     | Gi Choon-ho                |            | [ 5 ]      |
| 2019        | My Fellow Citizens             | Kang Soo-il                |            |            |
| 2020        | Itaewon Class                  | Jang Dae-Hee               |            | [ 22 ]     |
| 2020        | Mystic Pop-up Bar              | Voix de l'Empereur de jade |            |            |
| 2021        | Vincenzo                       | Hong Yoo-chan              |            |            |

- 2024 : Uncle Samsik (삼식이 삼촌) : Jang Doo-sik

## Prix et nominations
- 2018 : 54e Baeksang Arts Awards	- « Meilleur acteur » dans Stranger (nommé)
- 2018 : 6e APAN Star Awards - « Meilleur second rôle masculin » dans Life (remporté)
- 2019 : 56e Baeksang Arts Awards - « Meilleur acteur à la télévision » dans Itaewon Class (nommé)